# Leucascus neocaledonicus
Leucascus neocaledonicus är en svampdjursart som beskrevs av Borojevic och Klautau 2000. Leucascus neocaledonicus ingår i släktet Leucascus och familjen Leucascidae.
Artens utbredningsområde är havet kring Nya Kaledonien. Inga underarter finns listade i Catalogue of Life.